# Cœur de Pirate (album)
Cœur de Pirate è il primo ed eponimo album in studio della cantautrice canadese Cœur de Pirate, pubblicato nel 2008 in Canada e nel 2009 in Francia.

## Tracce
- Edizione canadese

1. Le long du large - 2:39
2. Comme des enfants - 2:51
3. Fondu au noir - 2:08
4. Corbeau - 2:04
5. Berceuse - 1:57
6. Intermission - 2:58
7. Printemps - 2:25
8. Ensemble - 3:07
9. La vie est ailleurs - 2:27
10. Pour un infidèle (duetto con Jimmy Hunt) - 2:31
11. Francis - 2:55
12. C'était salement romantique - 2:52

- Edizione francese

1. Le Long du large - 2:39
2. Comme des enfants - 2:51
3. Berceuse - 1:57
4. Printemps - 2:25
5. Francis - 2:55
6. Intermission - 2:58
7. Ensemble - 3:07
8. C'était salement romantique - 2:52
9. La vie est ailleurs - 2:27
10. Pour un infidèle (con Julien Doré) - 2:31
11. Corbeau - 2:04
12. Fondu au noir - 2:08

## Classifiche
| Classifica | Posizione raggiunta |
| ---------- | ------------------- |
| Francia    | 2                   |